# 曹樹藩
曹樹藩，1865年—？，廣西桂林府臨桂縣（今廣西壯族自治區桂林市）人，清朝政治人物、进士出身。
光绪八年，登举人；光绪十五年（1889年），登进士；同年五月，改翰林院庶吉士。光緒十六年四月，散館，授翰林院編修。光绪十九年，任磨勘鄉試試卷官。光绪末年，任江西九江府知府。